# Гилбертаун (Алабама)
Гилбертаун (енгл. Gilbertown) град је у америчкој савезној држави Алабама. По попису становништва из 2010. у њему је живело 215 становника.

## Демографија
Према попису становништва из 2010. у граду је живело 215 становника, што је 28 (15,0%) становника више него 2000. године.
| Група             | 2000.       | 2010.       |
| Белци             | 162 (86,6%) | 166 (77,2%) |
| Афроамериканци    | 20 (10,7%)  | 47 (21,9%)  |
| Азијати           | 0 (0,0%)    | 1 (0,5%)    |
| Хиспаноамериканци | 0 (0,0%)    | 0 (0,0%)    |
| Укупно            | 187         | 215         |